# 가지카와촌
가지카와촌(加治川村)은 니가타현 기타칸바라군에 설치되었던 촌이다. 2005년 5월 1일 시운지정과 함께 시바타시에 편입했기 때문에 소멸했다.

## 역사
- 1955년 7월 20일 - 가지촌, 가나즈카촌이 합병해 가지카와촌이 성립하였다.
- 2005년 5월 1일 - 시바타시에 편입돼 소멸하였다.

## 행정
- 촌장 : 사토 야스오 (佐藤 康夫) (2001년 5월 10일부터)

## 교통

### 철도
- 동일본 여객철도
  - 우에쓰 본선

### 도로
- 니혼카이토호쿠 자동차도
- 국도 7호선